# 고모라 (2008년 영화)
《고모라》(이탈리아어: Gomorra)는 2008년 개봉한 이탈리아의 범죄 드라마 영화이다. 마테오 가로네가 감독을 맡았으며, 로베르토 사비아노의 동명 논픽션이 영화의 원작이다. 이탈리아의 마피아 조직 카모라를 소재로 한 작품이다. 2008 칸 영화제 그랑프리, 2008 유럽 영화상 작품상, 2009 다비드 디 도나텔로상 작품상 수상작이다.

## 출연

### 주연
- 살바토레 아브루제제
- 시모네 사체티노

### 조연
- 살바토레 루오코
- 지안펠리스 임파라토
- 토니 세르빌로
- 스칼렛 요한슨
- 살바토레 칸탈루포

## 기타
- 미술: 파올로 본피니
- 의상: 알레산드라 카디니